# Moncef Marzouki
Moncef Marzouki (rođen 7. srpnja 1945.) tuniski je političar koji je služio kao 4. predsjednik Tunisa od 2011. do 2014. godine.
Tijekom svoje karijere bio je aktivist za ljudska prava, liječnik i političar. 

## Rani život
Rođen je u Grombaliji, u Tunisu, 1945. godine. Studirao je medicinu na Sveučilištu u Strasbourgu u Francuskoj. Vrativši se u Tunis 1979. godine, osnovao je „Centar za zajednicu medicine” u Sousseu i „Afričku mrežu za prevenciju zlostavljanja djece”, a pridružio se i „Tuniskoj ligi za ljudska prava”. 

## Predsjedništvo
Dana 12. prosinca 2011. Ustavotvorna skupština Tunisa, tijelo izabrano za upravljanje zemljom i izradu novog ustava, izabralo je Marzoukija za privremena predsjednika sa 153 glasova za, 3 protiv i 42 prazna glasa. Prazni glasovi rezultat su bojkota oporbenih stranaka koje su novi i „miniustav” zemlje smatrale nedemokratskim. Marzouki je bio prvi predsjednik koji nije bio nasljednik predsjednika države utemeljitelja, Habiba Bourguibe. Kao predsjednik je igrao vodeću ulogu u uspostavljanju tuniskog „Povjerenstva za istinu i dostojanstvo” 2014. godine kao ključni dio stvaranja nacionalnog pomirenja. 

## Poslije predsjedništva
Marzouki je 25. lipnja 2015. godine sudjelovao u Flotili slobode III do Pojasa Gaze. Dok se približavala teritorijalnim vodama Gaze, ali dok je još bila u međunarodnim vodama, izraelska je mornarica presrela flotilu 29. srpnja i odvela je u luku Ashdod gdje su ispitani sudionici. Marzoukija je dočekalo izaslanstvo izraelskog ministarstva vanjskih poslova, ali odbio je razgovarati s njima. Dana 30. lipnja deportiran je u Pariz i vraćen u Tunis 1. srpnja gdje su ga dočekale stotine pristaša. Godine 2016. Afrička unija imenovala ga je da nadzire predsjedničke izbore Komora. Vlada Tunisa pod vodstvom Kaisa Saieda oduzela je Marzoukiju diplomatsku putovnicu uz francuski pritisak dana 14. listopada 2021.
U studenom 2021. Moncef Marzouki bio je predmet međunarodne tjeralice zbog ugrožavanja državne sigurnosti.

## Privatni život
Marzouki iz prvog braka ima dvije kćeri: Myriam i Nadiju. Oženio se Beatrix Rhein, francuskom liječnicom, tijekom privatne građanske ceremonije u palači Carthage u prosincu 2011.